# Rusin (przystanek kolejowy)
Rusin – nieczynny kolejowy przystanek osobowy (Gnieźnieńska Kolej Wąskotorowa) w Ostrowie, w gminie Powidz, w powiecie słupeckim, w województwie wielkopolskim, w Polsce. Oddany do użytku w 1911 roku.